# コプロポルフィリノーゲンI
コプロポルフィリノーゲンI（Coproporphyrinogen I）とは、急性間欠性ポルフィリン症で体内に蓄積されるテトラピロールである。
ヒドロキシメチルビランがウロポルフィリノーゲンIIIシンターゼによって縮合し、環を巻く際、ウロポルフィリノーゲンIIIシンターゼの働きにより4つのピロール環が整然と並んだヒドロキシメチルビランの一端のピロール環一つだけが反転して縮合し環を形成する。ウロポルフィリノーゲンIIIシンターゼがはたらかない場合、ピロール環が整然と並んだままのヒドロキシメチルビランが自発的に縮環してウロポルフィリノーゲンI が生成する。ウロポルフィリノーゲンI はウロポルフィリノーゲン脱炭酸酵素の基質となりコプロポルフィリノーゲンIへと変換されるが、これはコプロポルフィリノーゲン酸化酵素の基質とならないため、プロトポルフィリンには至らない。